# 第三位影武者
《第三位影武者》（第三の影武者）為1963年上映的日本時代劇，原作為南條範夫。

## 演員表
- 池本安高：市川雷藏
- 照姫：高千穂ひづる
- 小萩：万里昌代
- 三木定光：天知茂
- 桑野源太：小林勝彥
- 廣瀬宗城：島田龍三
- 篠村左兵太：金子信雄
- 浦路：角梨枝子

## 製作人員
- 企劃：辻久一
- 導演：井上梅次
- 原作：南條範夫（《第三の陰武者》）
- 編劇：星川清司
- 攝影：本多省三
- 美術：西岡善信
- 照明：岡本健一
- 錄音：大谷巖
- 音樂：鏑木創
- 副導演：西澤鋭治

## 外部連結
- 第三の影武者 （页面存档备份，存于）（日語）